# 光稃碱茅
光稃碱茅（学名：Puccinellia leiolepis）为禾本科碱茅属下的一个种。